# 하버드의 계산수

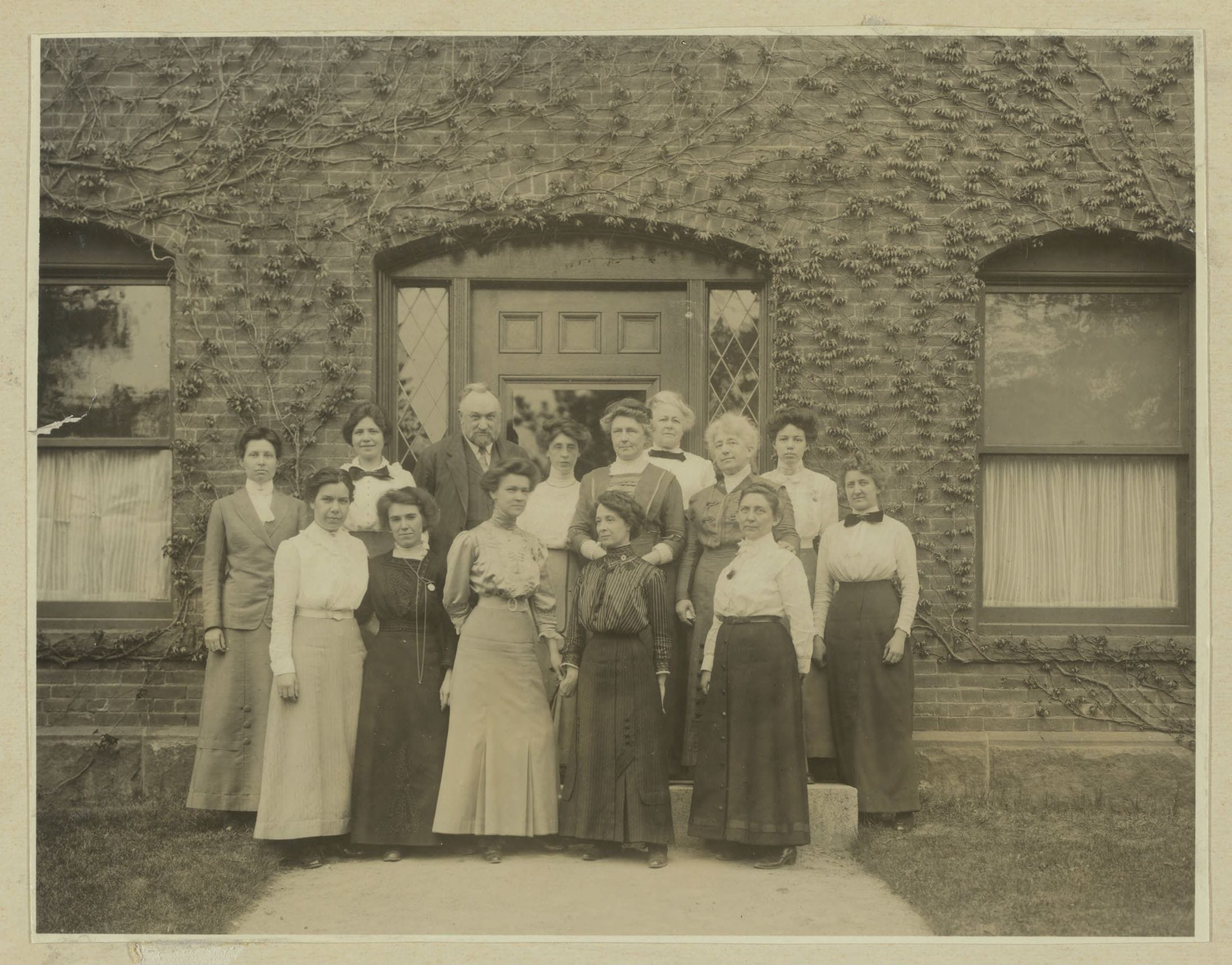
피커링(뒷줄 왼쪽 세 번째)과 여성 부하 직원들.
뒷줄: 마가렛 하우드, 몰리 오라일리, 에드워드 피커링, 에디트 질, 애니 점프 캐넌, 에블린 르랜드, 플로렌스 커시먼, 매리언 하이트, 그레이스 브룩스
앞줄: 어빌 워커, 요안나 맥키, 얼터 카펜터, 마벨 질, 이다 우즈.

하버드의 계산수들(영어: Harvard Computers)은 미국 천문학자 에드워드 찰스 피커링이 하버드 천문대장으로 재직할 당시 계산 보조를 하기 위해 고용했던 여성 계산수 및 천문학자들을 가리키는 말이다. 이 조직은 과학사회학에서 하렘 효과의 대표적인 예로 꼽히고 있다.
당시 하버드 대학 천문대에서 처리해야 하는 정보량이 폭주했는데, 피커링 대장은 여성의 임금이 남성보다 싸기 때문에 남성 연구원 대신 여성을 고용하면 같은 가격으로 더 많은 인원을 고용할 수 있고, 이에 따라 계산 속도가 향상될 것이라고 생각했다. 피커링이 최초로 고용한 여성은 원래 자기 집 하녀였던 윌리어미나 플레밍이었는데, 남성 연구원들의 행태에 화가 난 피커링이 차라리 자기 집 하녀가 더 연구를 잘 할 것이라고 하며 고용했다고 한다. 예상대로 플레밍이 일을 잘 했기 때문에 피커링은 1886년에 헨리 드레이퍼의 미망인 메리 애나 드레이퍼가 기부금을 제공해 준 것을 기회로 여성 연구원을 더 채용하고 플레밍에게 그 책임을 맡겼다.
윌리어미나 플레밍을 비롯해 애니 점프 캐넌, 헨리에타 스완 리비트, 안토니아 마우리 등 여성 연구원들의 도움으로 피커링은 1890년에 10,000개 이상 항성의 분광 분석 목록인 헨리 드레이퍼 목록을 완성했다. 피커링의 여성 연구원들 중 일부는 천문학 전공자였지만, 그들은 비숙련 노동자와 비슷한 수준의 임금을 받았다. 보통 시급 25 ~ 50 센트를 받았는데, 이는 육체 노동자보다는 조금 많지만 사무직 노동자보다 적은 액수였다.
하버드의 계산수들은 피커링의 연구를 돕기만 한 것이 아니라 자신들 고유의 발견을 하기도 했는데, 특히 세페이드 변광성의 광도-주기 관계를 밝혀낸 헨리에타 스완 리비트는 노벨 물리학상 후보로 추천받았으나 추천받기 5년 전에 이미 세상을 떠서 노벨상을 수상하지 못했다.

## 같이 보기
- 세실리아 페인가포슈킨